# Kia Venga
Kia Venga - легковий автомобіль, компактвен фірми Kia Motors. 
Вперше представлений на Франкфуртському автосалоні в серпні 2009 року. Продажі автомобіля в Європі розпочаті в 2010 році. Venga розроблена в Німеччині і вироблялася у Словаччині. Всі двигуни оснащені системою Stop and Go і відповідають екологічним нормам - Євро-5.

## Опис

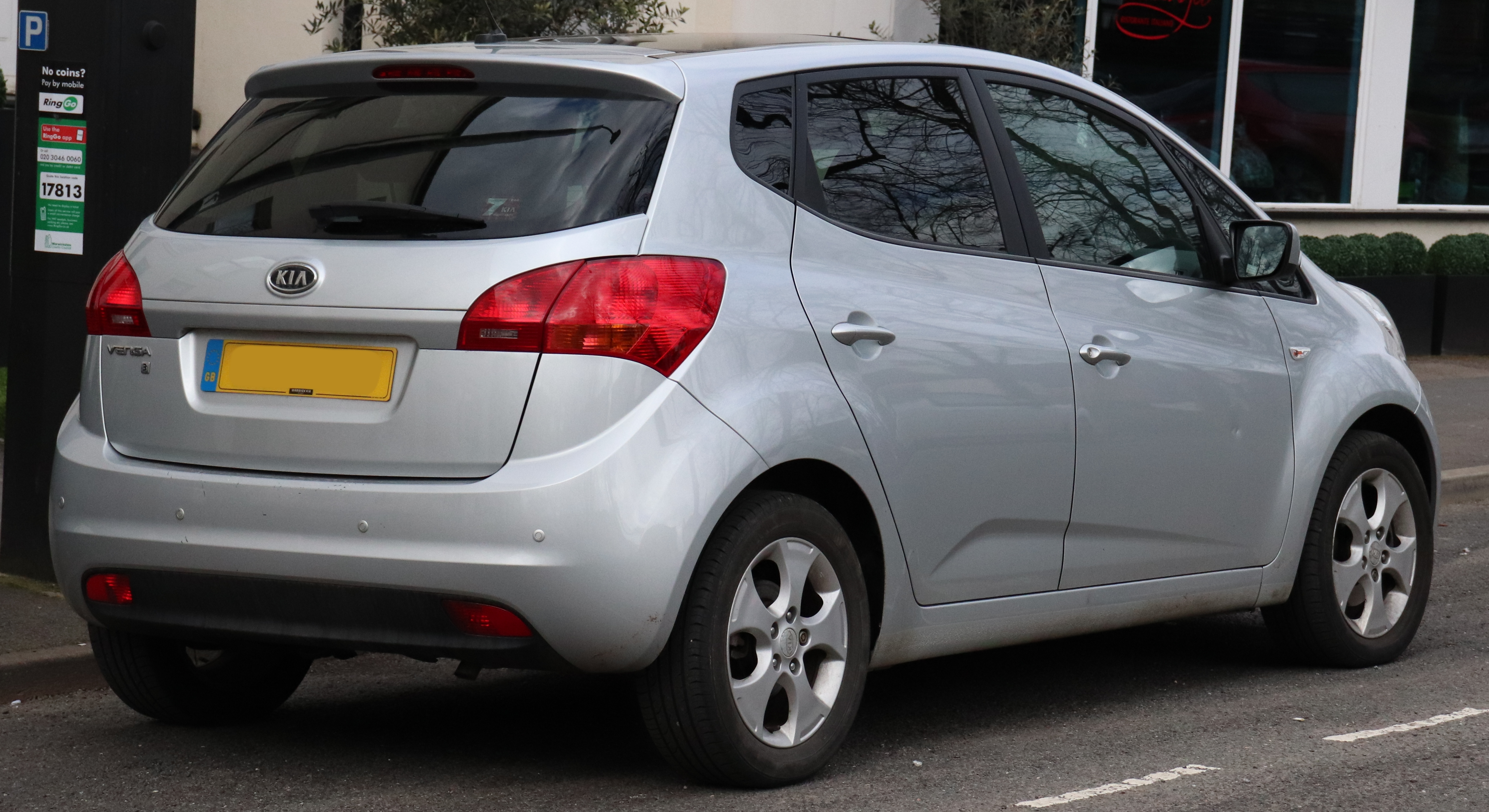
Kia Venga (2010-2015)

Kia Venga створювався на основі кросовера Kia Soul, але має довшу на 65 мм колісну базу. Ця модифікація дуже багато дала мінівену.   

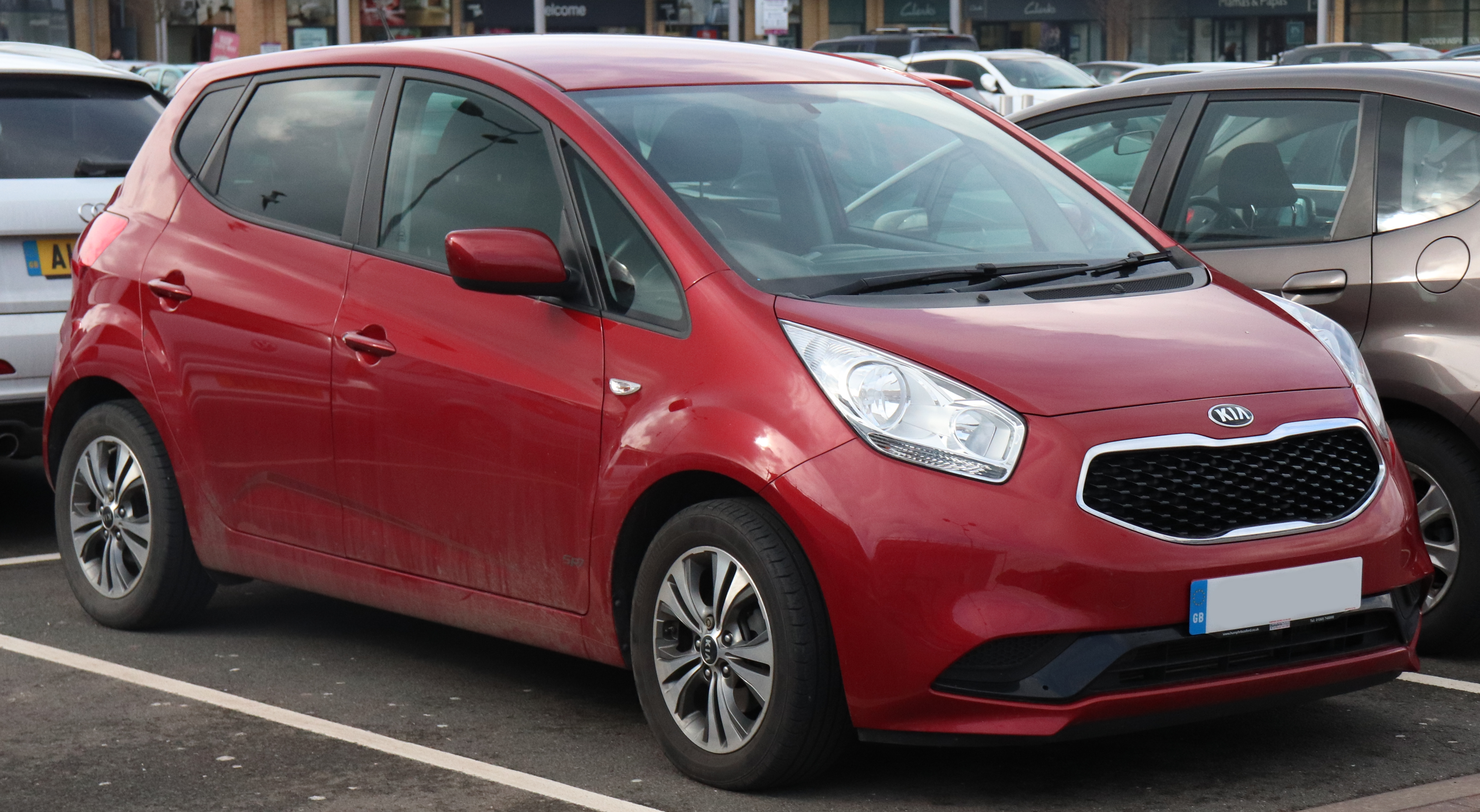
Kia Venga (2015-2019)

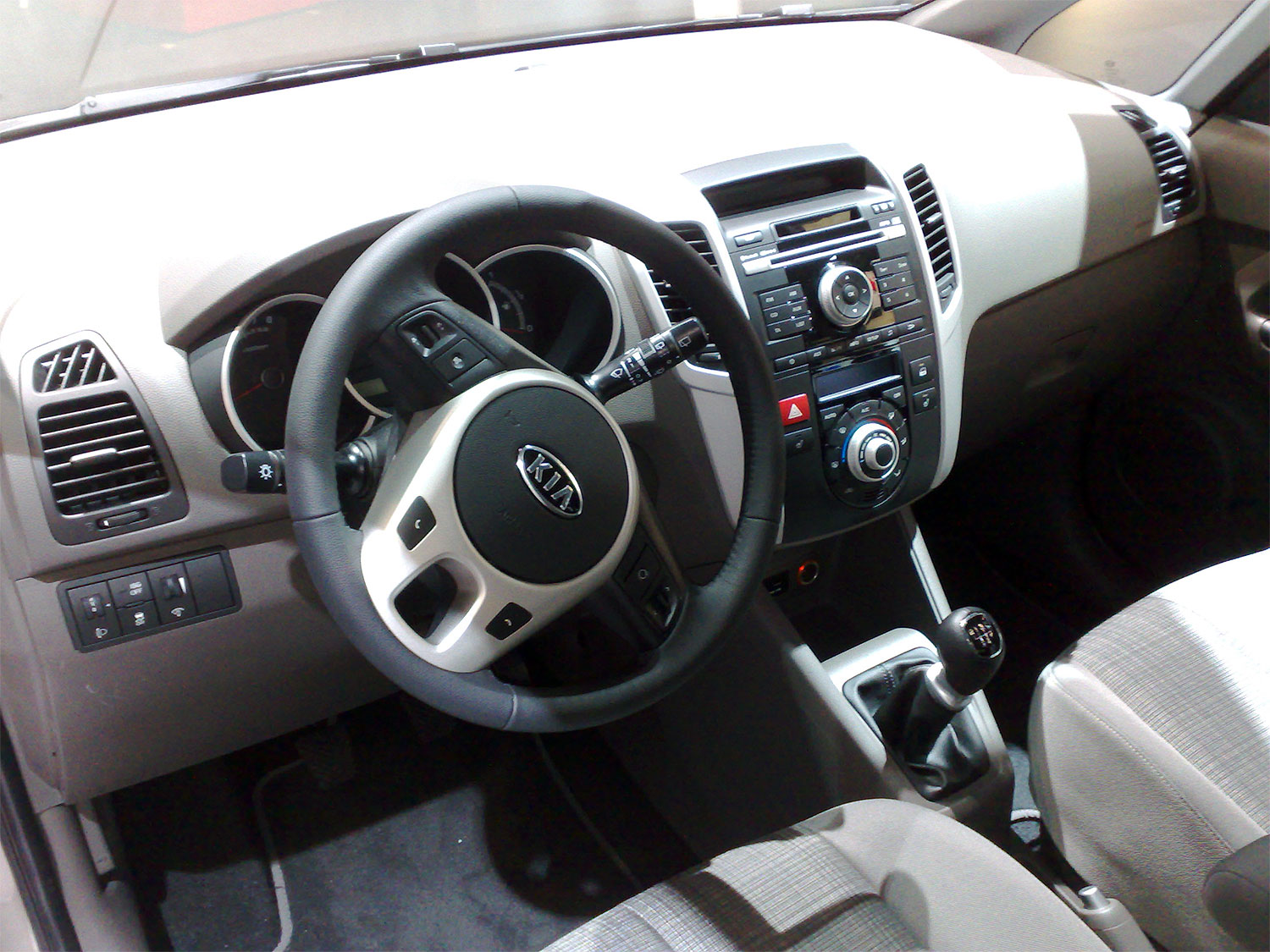

Venga на 20 см коротший, ніж Kia Cee’d, але має майже таку саму колісну базу, що позитивно відобразилось на просторі салону. Мінівен Venga став першим творінням Kia, дизайн якого розробляв новий дизайн-директор Петер Шрайєр.   
Загалом, мінівен майже повністю відповідає Концепту №3, хіба що, у базових моделях Ви не побачите типового панорамного лобового скла, яке плавно переходить у дах. Між тим, шанувальники такої стилізації можуть побачити її у топовій Venga 3. Що стосується інших елементів екстер’єру, то у результаті збільшення колісної бази, зменшились передні та задні звіси. Таке рішення у поєднанні з широкою колією забезпечили мінівен достатньо низькою посадкою, що допомогло приховати висоту автомобіля. У моделях з 1.6-літровим двигуном висота автомобіля є помітно більшою, ніж у звичайному хетчбеку. Не дуже широкі А-подібні стійки даху та великі вікна, незвичні для такого компактного автомобіля, сприяють хорошій видимості. Великі, стрілоподібні передні фари роблять мінівен Venga схожим на мініатюрну копію Ford S-Max.  

## Ім'я
Venga в перекладі з іспанської мови позначає давай!. 

## Kia № 3
Концепт Kia № 3 був показаний на Женевському автосалоні у березні 2009 року. 

Незвичайність концепту полягає в скляному дасі з діагональною балкою.

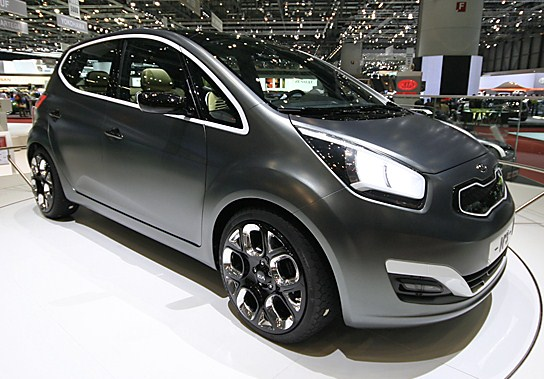
Kia n°3
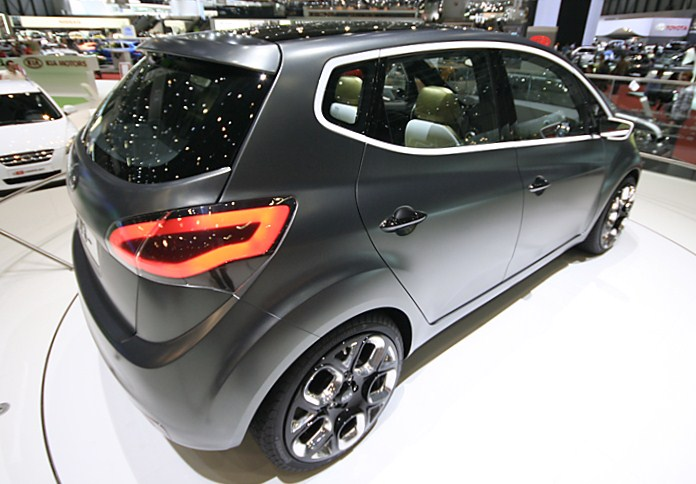